# 임계초등학교 월탄분교
임계초등학교 월탄분교는 대한민국 강원특별자치도 정선군 임계면  용산리 330-6에 있었던 공립 초등학교이다.

## 연혁
- 1955.04.01 임계국민학교 용산분실
- 1958.01.13 임계국민학교 용산분교장
- 1966.11.11 월탄국민학교 승격
- 1994.03.01 임계국민학교 월탄분교 격하
- 1999.03.01 폐교, 임계초등학교로 통폐합